# Daniel Brüning
Daniel Brüning (São Ludgero, 22 de outubro de 1925 — Braço do Norte, 26 de março de 1985) foi um político brasileiro.

## Vida
Filho de Heinrich Brüning e de Laura Esser Brüning. Casou-se com Maria Schlickmann (1925-2011).
A rodovia SC-438, entre as divisas Orleans/São Ludgero e Braço do Norte/Gravatal, é denominada Rodovia Daniel Brüning.

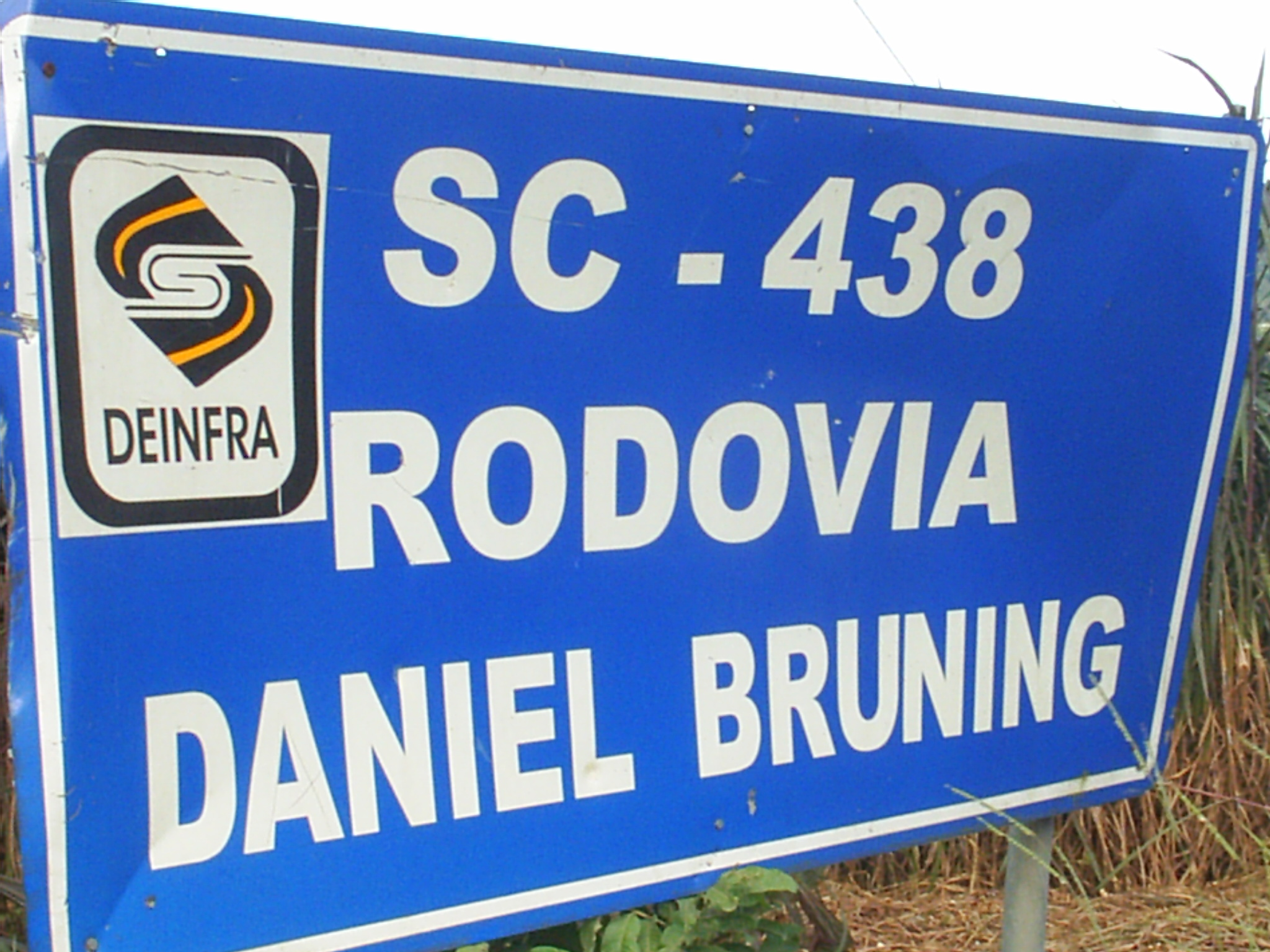
Rodovia SC-438

Em entrevista para João Leonir Dall'Alba relatou: "Meu avô veio da Alemanha. Era o velho João Brüning. Morou 10 anos em Teresópolis. Passava até fome por lá. Terreno pobre. Só dava capororoca, segundo a expressão do velho. Vieram ver nossos terrenos atuais. Demoraram semanas, abrindo a facão as picadas para a passagem. Derrubaram em conjunto uma coivara para experimentar. A roça deu ótimo resultado. Depois é que requereram estas terras".

## Carreira
Filiado ao Partido de Representação Popular (PRP), foi candidato à Assembleia Legislativa de Santa Catarina nas eleições de 3 de outubro de 1950. Nestas eleições o PRP elegeu dois deputados, Cássio Medeiros, com 2555 votos, e Vicente João Schneider, com 2318 votos. Daniel Brüning foi o oitavo suplente, com 652 votos.
Foi o primeiro prefeito municipal de Braço do Norte, assumindo a prefeitura interinamente, de 22 de outubro de 1955 a 5 de agosto de 1956.
Foi vereador em Braço do Norte, nas legislaturas 1ª (1956 — 1960), 2ª (1960 — 1965), 4ª (1969 — 1973) e 5ª (1973 — 1977).
Foi o primeiro prefeito municipal eleito de São Ludgero, de 31 de janeiro de 1963 a 31 de janeiro de 1969.